# Mark Slouka
Mark Slouka (* 28. ledna 1958 New York) je americký profesor literatury, romanopisec a esejista, kterému bylo v roce 2005 uděleno Guggenheimovo stipendium. Od roku 2001 přispívá do Harper's Magazine.

## Život a dílo
Narodil se v rodině československých imigrantů (matka Olga, otec Zdenek byl brněnský politolog, spisovatel a redaktor Lidových novin; emigrovali v roce 1948 po komunistickém převratu). V roce 1987 promoval na Kolumbijské univerzitě a stal se učitelem. V letech 1985 až 1989 působil jako pedagog na Harvardově univerzitě, kde přednášel americkou literaturu. Na dalších amerických univerzitách poté vyučoval kreativní psaní. V současnosti žije v České republice.
Důležitým tématem ve Sloukových prózách je vyrovnání se s minulostí rodičů, jejich integrací do středostavovské americké společnosti a konfrontace s reáliemi střední Evropy 20. století. Memoárovou knihu Nobody's Son (česky Daleko v srdci, Prostor 2018), kterou napsal v roce 2017 během mimořádně krátké doby 5 měsíců, sám označuje za vyrovnání se s minulostí, smíření, odpuštění, konečně pochopení svých rodičů.
V roce 2011 získal cenu PEN/Diamonstein-Spielvogel Award for the Art of the Essay za sbírku esejů Essays from the Nick of Time. Ta o rok později získala také cenu O. Henry Award.